# Lambert I de Spoleto
Lambert I fou duc i marcgravi de Spoleto del 860 al 871 i del 876 al 880.
Era fill de Guiu I de Spoleto al que va succeir el 860 (o potser el 859). Es va casar amb Judit, filla d'Eberard de Friül.
Unit al comte de Marsi, a Maielpoto gastald de Telese, i a Guandalbert gastald de Boiano, va lluitar contra Sawdan, emir de Bari, que amenaçava la Itàlia Central després d'assolar Càpua. Després d'una sagnant batalla els longobards van entrar a Bari i la van ocupar breument.
A l'abril de 860 es va unir a Hildebert, comte de Camerino, i es va revoltar contra l'emperador Lluís II de França. Un exèrcit imperial els va derrotar i Lamberti va fugir a Benevent on governava Adelquis. Lluís va assetjar Benevent i finalment va perdonar a Lambert i a Adelquis a canvi de la seva renovada lleialtat. Hildebert de Camerino en canvi, va fugir a Bari.
El 866 Lluís II va assetjar sense èxit a Landulf II comte-bisbe de Càpua. Lluís va concedir el comtat a Lambert I amb l'encàrrec de continuar el setge. En aquest moment el ducat va arribar a la seva màxima expansió.
Lambert va abandonar el setge i va anar a Roma després de l'elecció d'Adrià II (13 de novembre del 867) i durant la cerimoni de coronació va saquejar Roma (13 de desembre) pel que fou excomunicat. Lluís II va donar suport al Papa i va condemnar al seu vassall que va haver de retornar a Spoleto. El 871 l'emperador va conquerir Bari i al mateix temps Lambert es va aliar a Guaifer de Salern, Sergi II de Nàpols i Adelquis de Benevent i tots junts es van revoltar, i Adelquis va fer presoner a l'emperador. Els sarraïns van atacar Salern, i Adelquis va deixar anar a Lluís II sota jurament de no emprendre accions contra ell, i va dirigir les seves forces contra els atacants. Lluís, tan bon punt va quedar lliure, va emetre un diploma en el que va destituir a Lambert i va nomenar duc a Suppó, cosí de la seva dona Engelberga.
El 873 el Papa va dispensar a Lluís del compliment del jurament fet a Adelquis, i el rei va assetjar Benevent, però no la va poder ocupar.
Després de la mort de Lluís II el va succeir Carles el Calb que va nomenar altre cop a Lambert com a duc (entre febrer i juny del 876) i va donar al seu germà petit Guiu el marcgraviat de Camerino. El 16 de juliol del 876 Carles va confirmar la cessió d'una part important del ducat de Spoleto al Papa, però encara Lambert conservava un poder considerable.
Carles el Cal va morir el 877 i Lambert va donar suport a Carloman de Baviera en la lluita per la successió. Lambert va entrar a Roma i va intentar fer-se coronar ell mateix però el Papa Joan VIII li va treure del cap. El març del 878 Lambert I de Spoleto i Adalbert I de Toscana van forçar al poble de Roma a reconèixer com a rei emperador a Carloman. El Papa, que s'hi va oposar, fou assetjat a la ciutat Lleonina durant trenta dies fins que va fugir cap a Troies (Troyes, França) on el Papa va coronar a Lluís III el Tartamut, que va adoptar a Bosó d'Arle com a fill, i va excomunicar als seus enemics italians Lambert I de Spoleto i Adalbert I de Toscana.
Lambert va dirigir llavors els seus plans a la conquesta de Càpua. Va morir mentre assetjava la ciutat el 880. El va suceir el seu fill Guiu II de Spoleto.